# HD 115703
HD 115703 är en gul underjätte i Kentaurens stjärnbild..
Stjärnan har visuell magnitud +9,10 och kräver fältkikare för att kunna observeras.